# Stimmkreis Cham
Der Stimmkreis Cham (Stimmkreis 302) ist ein Stimmkreis in der Oberpfalz. Er umfasst den Landkreis Cham.
Zum Stimmkreis Cham gehören
- die Städte Bad Kötzting, Cham, Kreisstadt, Furth im Wald, Roding, Rötz, Waldmünchen
- die Märkte, Eschlkam, Falkenstein, Lam, Neukirchen b.Hl.Blut, Stamsried
- die Verwaltungsgemeinschaften, Falkenstein (Markt Falkenstein und Gemeinden Michelsneukirchen und Rettenbach), Stamsried (Markt Stamsried und Gemeinde Pösing), Tiefenbach (Gemeinden Tiefenbach und Treffelstein), Wald (Gemeinden Wald und Zell), Walderbach (Gemeinden Reichenbach und Walderbach), Weiding (Gemeinden Gleißenberg und Weiding)
- die Gemeinden, Arnschwang, Arrach, Blaibach, Chamerau, Gleißenberg, Grafenwiesen, Hohenwarth, Lohberg, Michelsneukirchen, Miltach, Pemfling, Pösing, Reichenbach, Rettenbach, Rimbach, Runding, Schönthal, Schorndorf, Tiefenbach, Traitsching, Treffelstein, Waffenbrunn, Wald, Walderbach, Weiding, Willmering, Zandt, Zell

## Landtagswahl 2023
Die Landtagswahl 2023 hatte folgendes Ergebnis:
- Wahlbeteiligung:	75,7 %
- Stimmberechtigte:	100.831
- Wähler:	76.303
- Ungültige Erststimmen:	392
- Gültige Erststimmen:	75.910
- Ungültig Gesamtstimmen:	1.046
- Gültig Gesamtstimmen:	151.558

Zur Landtagswahl 2023 traten folgende Parteien und Direktkandidaten im Stimmkreis Cham an: und erzielten folgende Ergebnisse:
| Nr. | Direktkandidat        | Partei       | Erststimmen in % | Gesamtstimmen in % |
| --- | --------------------- | ------------ | ---------------- | ------------------ |
| 1   | Gerhard Hopp          | CSU          | 39,4             | 37,2               |
| 2   | Stefan Zeller         | GRÜNE        | 4,9              | 5,1                |
| 3   | Julian Preidl         | Freie Wähler | 24,7             | 26,9               |
| 4   | Wolfgang Pöschl       | AfD          | 21,5             | 21,2               |
| 5   | Steve Brachwitz       | SPD          | 4,2              | 4,2                |
| 6   | Pascal Hanke          | FDP          | 1,2              | 1,4                |
| 7   | Manuel Schwarzfischer | LINKE        | 0,8              | 1,0                |
| 8   | Alexander Schweikl    | BP           | 1,2              | 1,0                |
| 9   | Florian Gruber        | ÖDP          | 1,5              | 1,3                |
| 10  | -                     | V-Partei³    | -                | 0,1                |
| 11  | Michael Klement       | dieBasis     | 0,6              | 0,6                |
| 12  | -                     | Volt         | -                | 0,1                |

## Landtagswahl 2018
Die Landtagswahl 2018 hatte folgendes Ergebnis:
- Wahlbeteiligung:	70,85 %
- Stimmberechtigte:	101.900
- Wähler:	72.197
- Ungültige Erststimmen:	868
- Gültige Erststimmen:	71.329
- Ungültige Zweitstimmen:	996
- Gültige Zweitstimmen:	71.201

| Direktkandidat     | Partei               | Erststimmen in % | Gesamtstimmen in % | +/- zu 2013 |
| ------------------ | -------------------- | ---------------- | ------------------ | ----------- |
| Gerhard Hopp       | CSU                  | 44,06            | 41,7               | - 11,4      |
| Franz Kopp         | SPD                  | 5,36             | 5,3                | − 6,6       |
| Robert Riedl       | FREIE WÄHLER         | 17,10            | 18,8               | - 2,7       |
| Michael Doblinger  | GRÜNE                | 7,26             | 7,8                | + 4,5       |
| Alfred Stuiber     | FDP                  | 3,70             | 3,3                | + 2,0       |
| Marius Josef Brey  | DIE LINKE            | 2,27             | 2,1                | + 2,0       |
| Alexander Schweikl | BP                   | 2,56             | 2,81               | + 0,1       |
| Ruth Meissner      | ÖDP                  | 1,08             | 1,2                | − 0,5       |
| -                  | PIRATEN              | -                | 0,2                | − 1,2       |
| Josef Lankes       | AfD                  | 16,28            | 16,0               | + 16,0      |
| -                  | mut                  | -                | 0,1                | + 0,1       |
| -                  | Die Partei           | -                | 0,3                | + 0,3       |
| –                  | Gesundheitsforschung | -                | 0,1                | + 0,1       |
| Andrea Pedanova    | V-Partei³            | 0,3              | 0,3                | + 0,3       |

Der Stimmkreis wird im Landtag durch den direkt gewählten Abgeordneten Gerhard Hopp (CSU) vertreten. Zum Jahresbeginn 2022 rückte Robert Riedl (FW) in den Landtag nach.

## Landtagswahl 2013
Die Landtagswahl 2013 hatte folgendes Ergebnis:
- Wahlbeteiligung:	61,17 %
- Stimmberechtigte:	101.939
- Wähler:	62.353
- Ungültige Erststimmen:	1.238
- Gültige Erststimmen:	61.115
- Ungültige Zweitstimmen:	1.389
- Gültige Zweitstimmen:	60.964

| Direktkandidat     | Partei       | Erststimmen in % | Gesamtstimmen in % | +/- zu 2008 |
| ------------------ | ------------ | ---------------- | ------------------ | ----------- |
| Gerhard Hopp       | CSU          | 48,73            | 53,1               | + 3,9       |
| Claudia Zimmermann | SPD          | 12,49            | 11,9               | + 1,5       |
| Karl Vetter        | FREIE WÄHLER | 25,56            | 21,5               | - 0,4       |
| Stefan Christoph   | GRÜNE        | 2,97             | 3,3                | - 0,1       |
| Josef Fries        | FDP          | 1,51             | 1,3                | - 2,8       |
| Siegfries Stoiber  | DIE LINKE    | 1,47             | 1,4                | - 2,8       |
| Sepp Riederer      | ÖDP          | 1,81             | 1,7                | - 0,3       |
| Christine Volkholz | BP           | 2,47             | 2,8                | + 1,2       |
| Markus Schütz      | PIRATEN      | 1,44             | 1,4                | + 1,4       |

## Landtagswahl 2008
Bei der Landtagswahl 2008 waren im Stimmkreis 101.827 Einwohner wahlberechtigt. Die Wahlbeteiligung lag bei 55,6 %. Die Wahl hatte folgendes Ergebnis:
| Direktkandidat        | Partei       | Erststimmen in % | Gesamtstimmen in % | +/- zu 2003 |
| --------------------- | ------------ | ---------------- | ------------------ | ----------- |
| Markus Sackmann       | CSU          | 45,2             | 49,2               | - 19,4      |
| Christel Wackler      | SPD          | 9,7              | 10,4               | - 3,1       |
| Stefan Christoph      | GRÜNE        | 3,3              | 3,4                | + 0,4       |
| Karl Vetter           | FREIE WÄHLER | 25,9             | 21,8               | + 15,0      |
| Roland Gruber         | FDP          | 4,4              | 4,1                | + 3,0       |
| Reinhold Wahl         | REP          | 1,1              | 1,2                | - 1,4       |
| Helmut Josef Riederer | ödp          | 2,3              | 1,9                | - 0,2       |
| Christine Volkholz    | BP           | 1,9              | 1,6                | 0,0         |
| -                     | BüSo         | -                | -                  | 0,0         |
| -                     | Bürger-Block | -                | -                  | -           |
| Peter Brüsemeister    | LINKE        | 4,2              | 4,3                | + 4,3       |
| -                     | VIOLETTE     | -                | -                  | -           |
| Erich Schwarzfischer  | NPD          | 2,1              | 1,8                | + 1,8       |
| -                     | RRP          | -                | 0,2                | + 0,2       |

## Landtagswahlen Gesamtstimmen 1986 bis 2023
| CSU 1986–2023 60% 50% 40% 30% 20% 10% 0% 869094980308131823 | FW 1998–2023 25%20% 15%10% 5% 0% 980308131823        | AfD 2018–2023 25%20% 15%10% 5% 0% 1823          |
| Grüne 1986–2023 8% 6% 4% 2% 0% 869094980308131823           | SPD 1986–2023 25%20% 15%10% 5% 0% 869094980308131823 | FDP 1986–2023 8% 6% 4% 2% 0% 869094980308131823 |